# 東アジアサミット
東アジアサミット（ひがしアジアサミット、または東アジア首脳会議、英: East Asia Summit, EAS）は、将来の東アジア共同体の創設を視野に入れた首脳会議である。

## 概要
APEC参加国から地理的に近い国家同士が更に緊密な経済圏を構築するために1990年12月10日、マレーシアのマハティール・ビン・モハマド首相が東アジア経済グループ(EAEG、のちに東アジア経済協議体EAECと改称）を提唱した。しかし日本等は「米国を抜きにした地域経済統合は無意味だ」と述べた。
しかし、今まで緊密な関係を保ってきた東南アジア各国から東南アジア友好協力条約に早期に加盟した中国と比較して日米同盟に配慮してなかなか加盟しなかった日本に対してアジア軽視との批判が出た。また東南アジアへ影響力を強めようとしている中国への対抗心からも前向きに検討することになり、2004年の第8回ASEAN+3会議で第1回東アジアサミットの開催が決定された。
尚、日本は第1回東アジアサミットに米国を加えるべきだという考えをとっている。米国のブッシュ大統領(当時)は日・韓・中・モンゴルを歴訪し首脳会談を行った。これは「米国抜き」の東アジア共同体創設、並びに東アジアサミットの動きを牽制している。因みに中国はロシアを加えるべきだという考えをとっており、実際にゲスト参加させている。2011年から米国、ロシアともに正式参加した。
この会議は経済問題を主としているが、日本・中国・東南アジアといったアジアの覇権争いの場になるとの予測もあり、すでに東アジア共同体においても、インド・オーストラリア等を含めると影響力が低下するとの思惑から枠組みをASEAN+3に限定し影響力を強めたい中国と、基本的に東アジアサミット参加国を共同体の基礎にしたい日本が水面下でぶつかり合っている。
東南アジア諸国連合(ASEAN)と日韓中3ヵ国、オセアニア2ヵ国、インド1ヵ国との対話の構図をASEAN+3+2+1と呼ぶ。
第2回東アジアサミットではASEAN＋3による東アジア自由貿易圏（EAFTA）構想を中国と韓国が提唱したのに対し、日本は東アジアサミット参加国による経済連携協定(EPA)である「東アジア包括的経済連携協定(CEPEA)」構想を提唱した。この2つは後に地域的な包括的経済連携協定に統合された。
第7回東アジアサミットでは中国の高官が「我々はハワイ (の領有権) を主張することもできる」と発言。クリントン米前国務長官は「やってみてください。我々は仲裁機関で領有権を証明する。これこそあなた方に求める対応だ」と答えたことを2012年11月29日に行われた海外政策グループの『変容する傾向2013』での演説のなかで明らかにした。

## 参加国

参加国

| - ブルネイ - インドネシア - カンボジア - ラオス - ミャンマー - マレーシア - フィリピン - シンガポール - タイ | - ベトナム - インド - 日本 - ニュージーランド - オーストラリア - ロシア - アメリカ合衆国 - 韓国 - 中国 |  |

### 将来参加する可能性のある国
- 東ティモール
- パプアニューギニア

南アジアであるインド、オセアニアであるオーストラリア・ニュージーランドが入っているのは、経済大国の日本と中国、経済国の韓国に主導権を執られたくないとの東南諸国の思惑から、ASEAN+3と東南アジア友好協力条約に加盟している国を対象としたからである。これには、中国主導を懸念する日本も賛同している。
パプアニューギニアはASEAN加盟国ではないが、ASEANのオブザーバー資格がある。東ティモールは、将来的なASEAN加盟を目標としているとされる。

## 開催実績
第1回　2005年12月14日　マレーシア首都クアラルンプール
- 人口30億人、域内総生産(GDP)8兆2000億ドルの巨大市場を統合を促進する。
- 東アジア共同体構築で重要な役割を果たし得る。
- 鳥インフルエンザ対策で抗ウイルス剤「タミフル」の共同備蓄を進める。

第2回　2007年1月15日　フィリピン・セブ島
- 東南アジア諸国連合(ASEAN)10ヵ国、日中韓3ヵ国、オセアニア2ヵ国、インド1ヵ国の16ヵ国参加。
- フィリピンのアロヨ大統領が議長声明を発表。
  - 東アジア首脳会議の推進力はASEANであることを再確認し、地域と世界の平和と安定にとっての戦略的問題の論議が重要と指摘した。
  - 北朝鮮に対して核実験や国際社会の安全保障上、人道上の懸念を表明し、拉致問題を早期に解決するよう求めた。
- 東アジアのエネルギー安全保障に関する「セブ宣言」に調印

第3回　2007年11月21日　シンガポール
- シンガポール宣言で地球温暖化問題をまとめる。

第4回　2009年4月12日　タイ中部パタヤ
第5回　2010年10月30日 ベトナム首都ハノイ
第6回　2011年11月19日 インドネシア・バリ島
- 16カ国に米露を加えた18カ国参加

第7回　2012年11月20日 カンボジア首都プノンペン
第8回　2013年10月10日 ブルネイ首都バンダルスリブガワン
第9回　2014年11月13日 ミャンマー首都ネピドー
第10回　2015年11月22日 マレーシア首都クアラルンプール
第11回 2016年9月8日 ラオス首都ビエンチャン
第12回 2017年11月14日 フィリピン・アンヘレス
第13回 2018年11月15日 シンガポール
第14回 2019年11月5日 タイ王国・バンコク
第15回 2020年11月14日 オンライン形式
第16回 2021年10月27日 オンライン形式
第17回 2022年11月13日 カンボジア首都プノンペン
第18回 2023年9月7日 インドネシア首都ジャカルタ
第19回 2024年10月11日ラオス首都ビエンチャン